# Christian Tyge Tillisch
Christian Tyge Tillisch (7. juni 1903 på Frederiksberg – 18. maj 1992) var en dansk arkitekt.

## Karriere
Hans forældre var forpagter Christian Ludvig Caspar Holten Tillisch og Gerda Julie Louise født Rothe. Tillisch blev student 1921 og gennemførte arkitektuddannelsen på Kunstakademiets Arkitektskole i årene 1922-26. Han var ansat hos Lafayette A. Goldstone i New York 1927-31, men størst betydning for Tillisch' æstetiske retning havde Sven Risom, som han arbejdede for i studietiden 1925-26 og atter fra 1932 til ca. 1939. Derefter havde Tillisch egen tegnestue. 1939 udstillede han på Charlottenborg Forårsudstilling.
Christian Tyge Tillisch delte Risoms arkitektursyn, og sammen og senere hver for sig skabte de en stribe eksklusive velhavervillaer nord for København. Husene vidner om en behersket funktionalisme, hvor en stærk engelsk indflydelse stadig gør sig gældende (pittoresk asymmetri, markante skorstene i gavl eller facade, småsprossede vinduer), og husene står næsten altid i blankmur i gule eller røde mursten. Den kubiske, hvide funkis var ikke på Tillisch' repertoire. Hans tidlige arkitektur var dog ofte minimalistisk i sin knaphed og enkelthed, men senere og især for de større villaers vedkommende forsynede han boligerne med flere detaljer i det ydre. Planløsningerne forblev dog altid logiske og overskuelige. 
Han blev gift 10. november 1928 i København med Minna Henriette Samson (25. februar 1905 på Frederiksberg – 8. september 1987), datter af grosserer Siegfred Julius Samson og Elisabeth Vilhelmine Lund. 

## Værker
Villaer:
- Bregnegårdsvej 15, Charlottenlund (1932, præmieret af Gentofte Kommune 1933)
- Maglemosevej 51, Hellerup (1934, sammen med Sven Risom, præmieret af kommunen)
- Parkovsvej 5, Gentofte (1934, sammen med Sven Risom, præmieret af kommunen)
- Sunny Slope, Vældegårdsvej, Gentofte (1934)
- Henningsens Allé 41, Hellerup (1934)
- Parkovsvej 15, Gentofte (1935)
- Krathusvej 32, Charlottenlund (1936)
- Kratkrogen 4, Charlottenlund (1937)
- Vibehøj, Folehavevej, Rungsted (1937)
- Mosehøjvej 5, Charlottenlund (1937)
- Damgaarden, Skåde Bakker, Aarhus (1938)
- Skovhegnet 5, Charlottenlund (1938)
- For skotøjsfabrikant H. Baltzer-Jørgensen, Ordrupgårdsvej 3, Ordrup (1948-50, præmieret af kommunen)
- For grosserer Carl Dalgaard, Dronning Louises Vej, Gentofte (1955)
- Lågegyde 29, 2980 Kokkedal (1966)

Andre arbejder:
- Boligbebyggelsen Nordhavnsgaarden for fsb, Østbanegade 145-61, København (1934, sammen med Sven Risom, vinduer ændret)
- Fabrik, Tranevej 18-20, København (1939)
- Fabrik, Stolpegårdsvej 113, Gentofte (1947, præmieret af kommunen 1948)
- 15 kædehuse i Bogense (1948)
- Brdr. Balzer-Jørgensens Skofabrik, Lærkevej, Utterslev, København (1948)
- Desuden sommerhuse

### Restaureringer og ombygninger
- Store Kro, Fredensborg (1936, sammen med Sven Risom)
- Hovedbygning, Øbjerggård i Præstø Amt (1938, sammen med Sven Risom)
- Ombygning af Carl Brummer-villa til Klinik for Børnelammelsens Bekæmpelse, Tuborgvej 5, Hellerup (1945-51, nu helt ombygget)
- Hov Vig, Nykøbing Sjælland (1947)
- Hotel Søgaardshus (1949)
- Bogense Garveri (1949)
- Suhrs Seminarium
- Hellerup Bank
- Hellerup Parkhotel, Strandvejen 203

### Konkurrencer
- Domus Medica (1946)